# Філіп Заборовський
Філіп Заборовський (пол. Filip Zaborowski, 25 липня 1994) — польський плавець.
Учасник Олімпійських Ігор 2016 року.